# Ellerman Lines
Ellerman Lines war eine bedeutende britische Reedereigesellschaft. Sie bestand von 1902 bis 2004.

## Geschichte

### Der Gründer
John Reeves Ellerman wurde 1862 als ältester Sohn eines deutschen Getreidehändlers in Hull geboren. Der Vater war 1850 aus Hamburg nach England emigriert. Nach dessen Tod im Jahr 1869 zog die Mutter, Anne Reeves mit der Familie nach Frankreich, sandte John jedoch später zur Ausbildung zurück nach Birmingham. Mit vierzehn begann John eine Lehre als Wirtschaftsprüfer und zog 1884 nach London, wo er rasch Erfolg hatte und schon 1886 ein eigenes Finanzunternehmen eröffnete.

### Die Anfänge
1892 gründeten Ellermann, Christopher Furness und Henry O’Hagen eine Gesellschaft mit 800.000 Pfund um die 22 Schiffe umfassende Leyland-Line-Flotte des verstorbenen Schiffseigners Frederick Leyland zu übernehmen. Ellermann wurde Geschäftsführer der  Frederick Leyland and Company und Reeves übernahm den Vorsitz, den er allerdings im Jahr darauf auch an Ellerman abgab. Im Jahr 1900 kaufte Leyland die West Indies and Pacific Company mit weiteren zwanzig Schiffen und wurde als Frederick Leyland (1900) Ltd. mit einem Kapital von 2,8 Millionen reorganisiert. Ellerman veräußerte die Leyland Line im Jahr 1901 für 1,2 Millionen Pfund an John Pierpont Morgan, dessen International Mercantile Marine Company die Vorherrschaft im transatlantischen Auswanderergeschäft zu übernehmen suchte, behielt aber zwanzig nicht im Auswanderergeschäft eingesetzte Leyland-Schiffe aus dem Geschäft zurück.

### Neuorganisation
Ellermann erwarb daraufhin zur Bereederung dieser zwanzig Leyland-Schiffe, die nicht im Verkauf der Frederick Leyland (1900) Ltd. inbegriffen waren die Londoner Papayanni Company des griechischstämmigen Schiffseigners Papayanni mit acht Schiffen. Im Juni 1901 entstand die London Liverpool and Ocean Shipping Company Ltd als Dachorganisation an der Ellermann 52 % der Anteile hielt. Schon im September 1901 übernahm die London Liverpool and Ocean Shipping Company Ltd 50 % der Anteile an George Smith’s Reederei City Line und im Monat darauf 50 % der Anteile an der Hall Line Ltd. Weitere Anteile wurden durch Ellermann selber übernommen. Ab Ende 1901 fand eine große Restrukturierung und Bündelung der zahlreichen Tochterunternehmen unter dem Dach der Ellermann Group statt. Das Kernunternehmen der Reederei benannte man am 22. Januar 1902 in Ellerman Lines Limited um. 1906 wurde aus der Papayanni Steamship Co Ltd die Ellerman & Papayanni Lines Ltd.

### Erster Weltkrieg
Während des Ersten Weltkriegs verlor Ellerman 67 eigene Schiffe und weitere 49 Schiffe der 1916 erworbenen Wilson Line. Trotzdem sah er sich mit Anwürfen in der Presse aufgrund seiner deutschen Herkunft konfrontiert. 1917 besaß Ellerman mit rund 1,5 Millionen Tonnen soviel Schiffsraum, wie die komplette französische Handelsflotte.

### Zweiter Weltkrieg
Auch im Zweiten Weltkrieg verlor Ellerman 85 Schiffe, darunter das Flaggschiff City of Benares, das Kinder nach Kanada bringen sollte und dabei torpediert und versenkt wurde.

### Nachkriegszeit
Ellermans Reedereigeschäft erlitt im Zuge der sich wandelnden Handelsschifffahrt der Nachkriegsjahre, ebenso wie zahlreiche andere Reedereien, einen langsamen Niedergang, leistete aber auch Pionierarbeit. Zwischen 1966 und 1968 bauten die Reedereien Ellerman Group, Blue Star Line, Ben Line, Harrison Lines und Cunards Port Line das Containerschiffsreedereikonsortium Associated Container Transportation (ACT) auf. Darüber hinaus ging die Ellerman Group 1970 eine über das ACT Konsortium hinausgehende Partnerschaft mit der Ben Line ein, aus der Ben Line Containers hervorging. 1973 reorganisierte die Gruppe ihre inzwischen mit Beteiligungen an Hotels, Brauereien und Druckereien weit über das Schifffahrtsgeschäft hinausgehenden Geschäftszweige. Sie konzentrierte das Schifffahrtsgeschäft auf ein Unternehmen, das ab 1973 als Ellerman City Liners firmierte. 1983, mit einer Flotte von nur noch sechs Schiffen, kauften die schottischen Milliardärs-Zwillinge Frederick und David Barclay das Unternehmen und benannte es in Ellerman Holdings um. Nach einem Rückkauf im Jahr 1985 und einem weiteren Verkauf an Trafalgar House im Jahr 1987, wo es als Mittelmeerdienst Cunard-Ellerman geführt wurde, übernahm Andrew Weir Shipping 1991 die Ellerman-Anteile.
Im Jahr 2003 kaufte die Reederei Hamburg Süd die Ellerman Mittelmeer- und Indien/Pakistandienste von Andrew Weir Shipping und beendete die Tradition des Namens Ellerman 2005, als es ihn durch den eigenen Hamburg-Süd-Namen ersetzte.
2021 wurde in Upminster erneut eine Reederei unter dem Namen Ellerman City Liners gegründet.

### Die Tochterunternehmen
Die Firmengeschichte wurde während der Zeit ihres Bestehens durch zahlreiche Beteiligungen und Veränderungen gekennzeichnet.
- Camerons Brewery, war zwischen 1974 und 1988 im Besitz von Ellerman Lines
- Ellerman & Papayanni Line – Das Unternehmen wurde 1855 von den Papayanni-Brüdern gegründet, 1901 von J. R. Ellerman & Co. erworben und 1996 aufgelöst.
- Westcott & Laurence – Das Unternehmen wurde 1867 als Westcott & Houseden gegründet, 1901 von Ellerman Lines Ltd. erworben und 1994 aufgelöst.
- Montgomerie & Workman – Die Reederei wurde 1855 gegründet, firmierte ab 1877 als Montgomerie & Workman und wurde 1901 von J. R. Ellerman & Co. erworben und bestand 2002 als inaktives Unternehmen.
- Ellerman City Line – Sie wurde 1840 als George Smith & Sons gegründet, 1901 von London, Liverpool & Ocean Shipping Company Ltd. erworben und als Ellerman City Lines bis in die zweite Hälfte der 1970er Jahre weitergeführt und 2002 aufgelöst.
- Ellerman Hall Line – Die Reederei wurde 1868 von Robert Alexander in Liverpool als Sun Shipping Co. gegründet, ab 1899 als Hall Line Ltd weitergeführt und 1901 an John Ellerman veräußert, bis in die zweite Hälfte der 1970er Jahre weitergeführt und 1994 aufgelöst.
- Ellerman & Bucknall – Das Unternehmen geht auf eine 1742  in London gegründete Korkhandlung zurück. Ab 1851 besaß man eigene Schiffe und firmierte ab 1891 als British & Colonial Steam Navigation Co. 1908 erwarb John Ellerman die Anteilsmehrheit und benannte das Unternehmen 1914 in Ellerman & Bucknall Steamship Co. um. Ellerman & Bucknall (Steamships) Co Ltd. existierte bis in die 1970er Jahre und wurde 1999 aufgelöst.
- Ellerman Wilson Line – Die Reederei wurde 1822 in Hull als Beckinton, Wilson & Co. gegründet und wuchs bis Anfang der 1900er Jahre zur weltweit größten Privatreederei heran. 1916 wurde die Wilson Line von Ellerman übernommen, welche die bis zuletzt unterhaltenen Nordseedienste der Ellerman Wilson Line 1978 aufgab.
- Polbryt – 1928 gegründetes Gemeinschaftsunternehmen mit der polnischen Reederei Żegluga Polska als Zubringerlinie von Gdynia zu den Transatlantik-Linern in Großbritannien

## Schiffsnamen
Bis auf wenige Ausnahmen begannen alle Namen von Ellermann-Schiffen mit City of..., gefolgt von einem Städtenamen.

## Die John Ellerman Stiftung
Die Ehe des 1971 verstorbenen Sir John Ellerman, dem Sohn des Firmengründers und seiner Frau Esther blieb kinderlos. Er gründete daraufhin 1970 den Moorgate Fund und im Jahr darauf den New Moorgate Fund, die er mit 79 % der Anteile der Ellerman Lines Ltd. ausstattete. 1983 verkaufte man die Anteile und investierte das Geld, um an höhere Einnahmen zu gelangen an der Börse. 1992 wurden beide Stiftungen zur John Ellerman Foundation zusammengefasst. Der Name wurde gewählt, um sowohl den Firmengründer als Quelle des Wohlstands der Stiftung, als auch seinen Sohn als eigentlichen Stifter zu ehren. Die John Ellerman Stiftung verteilt jährlich etwa 5 Millionen Pfund auf rund 180 gemeinnützige Projekte.